# Tibellus jabalpurensis
Tibellus jabalpurensis là một loài nhện trong họ Philodromidae.
Loài này thuộc chi Tibellus. Tibellus jabalpurensis được Pawan U. Gajbe & Pawan U. Gajbe miêu tả năm 1999.